# 直線運動機構

饒運動機構（Roberts Mechanism）
其中同顏色連杆長度相同。

薩鲁斯連桿機構（Sarrus Mechanism）
其中同顏色連杆長度相同。

皮氏直線運動機構（Peaucellier-Lipkin Mechanism）
其中同顏色連杆長度相同。

十七世紀末期，在鉋床及銑床發明之前，很難加工筆直的、平坦的表面。因此很難生產良好的，沒有背隙的稜柱對。此時有許多工程師設法用只有迴轉對的連桿機構產生直線運動，這類的機構稱為直線運動機構。其中最為人所知的可能是瓦特在早期蒸汽機上導引活塞的機構。雖然此機構沒有產生直正的直線，但在相當距離內可以產生近似直線的軌跡。

## 近似直線運動的連桿
- 瓦特連桿機構（英语：Watt's linkage）（Watt Linkage）（1784年）
- 瓦特平行運動連桿機構（英语：Parallel motion linkage）（Watt Parallel Motion Linkage）（1784年）
- 伊凡連桿機構（英语：Grasshopper beam engine）（Evans Linkage）（1801年）
- 切比雪夫連桿機構（Chebyshev Linkage）（1850年）
- 切比雪夫λ連桿機構（英语：Chebyshev lambda linkage）（Chebyshev Lambda（λ）Linkage）（1878年）（可以在強度及接近定速率之間有一取捨）
- 饒伯連桿機構（英语：Roberts linkage）（Roberts Linkage）
- 霍肯連桿機構（英语：Hoecken linkage）（Hoecken Linkage）（1926年）

瓦特連桿機構
瓦特平行運動連桿機構 （1784年）
伊凡連桿機構 （1801年）
饒伯連桿機構
切比雪夫連桿機構 （1850年）
切比雪夫λ連桿機構 （1878年）
切比雪夫桌子連桿機構
霍肯連桿機構 （1926年）

## 直線運動的連桿
最後出現了真正直線運動的連桿
- 薩鲁斯連桿機構（英语：Sarrus linkage）（Sarrus Linkage）（1853年）
- 波塞利耶-利普金倒置器（Peaucellier-Lipkin Inversor）（1864年）
- 哈特倒置器（Harts Inversor）（1784年）
- 佩羅拉茲倒置器（Perrolatz Inversor）
- 坎普倒置器（Kempe Inversor）（1875年）
- 布利卡德倒置器（Bricard Inversor）
- 四平面倒置器（英语：Quadruplanar inversor）（Quadruplanar Inversor）（1875年）

薩鲁斯連桿機構 1 （1853年）
薩鲁斯連桿機構 2 （1853年）
波塞利耶-利普金倒置器 （1864年）
哈特倒置器 1 （1784年）
哈特倒置器 2 （1785年）
佩羅拉茲倒置器
坎普倒置器 1 （1785年）
坎普倒置器 2 （1785年）
坎普倒置器 3 （1785年）
斯科特羅素倒置器 （Scott Russell linkage） （1803年）
斯科特羅素倒置器（波塞利耶-利普金倒置器）
布利卡德倒置器
西爾菲斯特-坎普四平面倒置器 1 （1785年）
西爾菲斯特-坎普四平面倒置器 2 （1785年）
西爾菲斯特-坎普四平面倒置器 3 （1785年）
庫馬拉-黃思俊四平面倒置器 （2020年）

## 外部連結
- Cornell university （页面存档备份，存于） - Straight-line mechanism models
- Cornell university （页面存档备份，存于） - "How to Draw a Straight Line" by A.B. Kempe
- Cornell university （页面存档备份，存于） - "How to Draw a Straight Line" - tutorial by Daina Taimina
- Simulations （页面存档备份，存于） using the Molecular Workbench software
- bham.ac.uk - Hart's A-frame (draggable animation) 6-bar linkage